# Budjonnovsk
Budjonnovsk (russisk: Будённовск, tr. Budjonnovsk) er en by i Stavropol kraj i Nordkaukasiske føderale distrikt, i den sydlige del af Den Russiske Føderation med 56.488(2024) indbyggere. Byen blev grundlagt i 1799 og havde tidligere navnene Svyatoy Krest og Prikumsk.

## Geografi
Budjonnovsk ligger i oplandet til Kaukasus langs floden Kuma, ca. 220 km. sydøst for Stavropol.

## Historie
Budjonnovsk ligger strategisk godt placeret ved en af de gamle handelsruter fra Asien til Europa. Fra det 13. til det 16. århundrede lå der på stedet en tatarisk/mongolsk by vged navn Madschar (Маджар). I den anden halvdel af det 18. århundrede tilfaldt området Rusland og en militær koloni blev etableret på området under navnet Staryje Mashary. I 1799 blev den navngivet Svjatoj Krest (Святой Крест) og fik officielt status af en by. I 1920 blev byen omdøbt til Prikumsk (Прикумск) og I 1935 igen omdøbt til Budjonnovsk efter den sovjetiske general Semjon Budjonny (1883-1973). Under 2. verdenskrig kom byen under tysk besættelse fra den 6. august 1942 til 11. januar 1943. I 1957 skiftede byen igen navn, tilbage til Prikumsk og i 1973 tilbage til Budjonnovsk. I dagene fra 14. juni 1995 til den 19. juni 1995 blev byen udsat for et terror angreb mod byens hospital hvor mellem 1.500 og 1.800 civile – hovedsageligt hospitalsindlagte, inkl. fødende kvinder, nyfødte babyer og omkring 150 børn – blev holdt gidsler af tjetjenske terrorister under anførelse af Sjamil Basajev, der ultimativt efterlod over 140 døde og mere end 400 sårede.

## Befolkning
Budjonnovsk havde ved folketællingen i 2005 65.555 indbyggere,
Befolkningsudvikling
| År   | Indbyggere |
| ---- | ---------- |
| 1897 | 6.500      |
| 1926 | 15.800     |
| 1939 | 23.100     |
| 1959 | 27.900     |
| 1970 | 35.800     |

| År   | Indbyggere |
| ---- | ---------- |
| 1979 | 45.500     |
| 1989 | 55.300     |
| 1996 | 61.900     |
| 2000 | 62.600     |
| 2005 | 65.600     |

Derudover bor der 52.975 mennesker i de tilhørende forstæder.

### Etnicitet
- Russere: 87,7%
- Armeniere: 7,5%
- Ukrainere: 1,8%

## Økonomi
Budjonnovsk er et lokalt center for kemisk industri og har desuden en omfattende landbrugsindustri og nogen tekstilindustri. I området omkring byen findes olie og gas og der dyrkes korn og der er frugtplantager og vinmarker.

## Uddannelse
I Budjonnovsk ligger flere landbrugsskoler og en skole for vinavl. Derudover er der en lokal afdeling af Stavropols universitetet.

## Kultur
Byen har et egnsmuseum. Byens historiske jernbanestation er også et besøg værd.